# Granville Henderson Oury

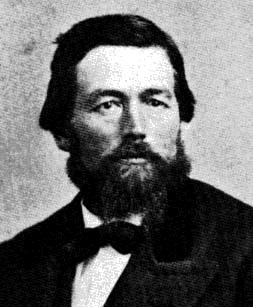
Granville Henderson Oury

Granville Henderson Oury (* 12. März 1825 in Abingdon, Washington County, Virginia; † 11. Januar 1891 in Tucson, Arizona) war ein US-amerikanischer Politiker. Zwischen 1881 und 1885 vertrat er als Delegierter das Arizona-Territorium im US-Repräsentantenhaus.

## Frühe Jahre
Im Jahr 1836 zog Granville Oury mit seinen Eltern nach Bowling Green in Missouri. Dort besuchte er die öffentlichen Schulen und studierte danach Jura. Im Jahr 1848 wurde er als Rechtsanwalt zugelassen. Noch im selben Jahr zog er nach San Antonio in Texas und ein Jahr später zog es ihn nach Marysville in Kalifornien, wo er sich am Goldrausch beteiligte. Im Jahr 1856 zog er dann nach Tucson, um dort als Rechtsanwalt zu arbeiteten. Außerdem wurde er zum Richter für das Gebiet der heutigen Staaten New Mexico und Arizona ernannt.

## Bürgerkriegsaktivitäten
Während des Bürgerkriegs unterstützte Oury die Konföderierten Staaten. Seit Januar 1862 war er Delegierter im Provisorischen Konföderiertenkongress. Noch im selben Jahr legte er sein Mandat nieder, um in die Armee der Südstaaten einzutreten. Während des Krieges war er hauptsächlich in Texas und Louisiana eingesetzt. Nach dem Krieg und seinem Treueeid gegenüber den Vereinigten Staaten wurde er wieder Rechtsanwalt in Tucson.

## Politische Laufbahn

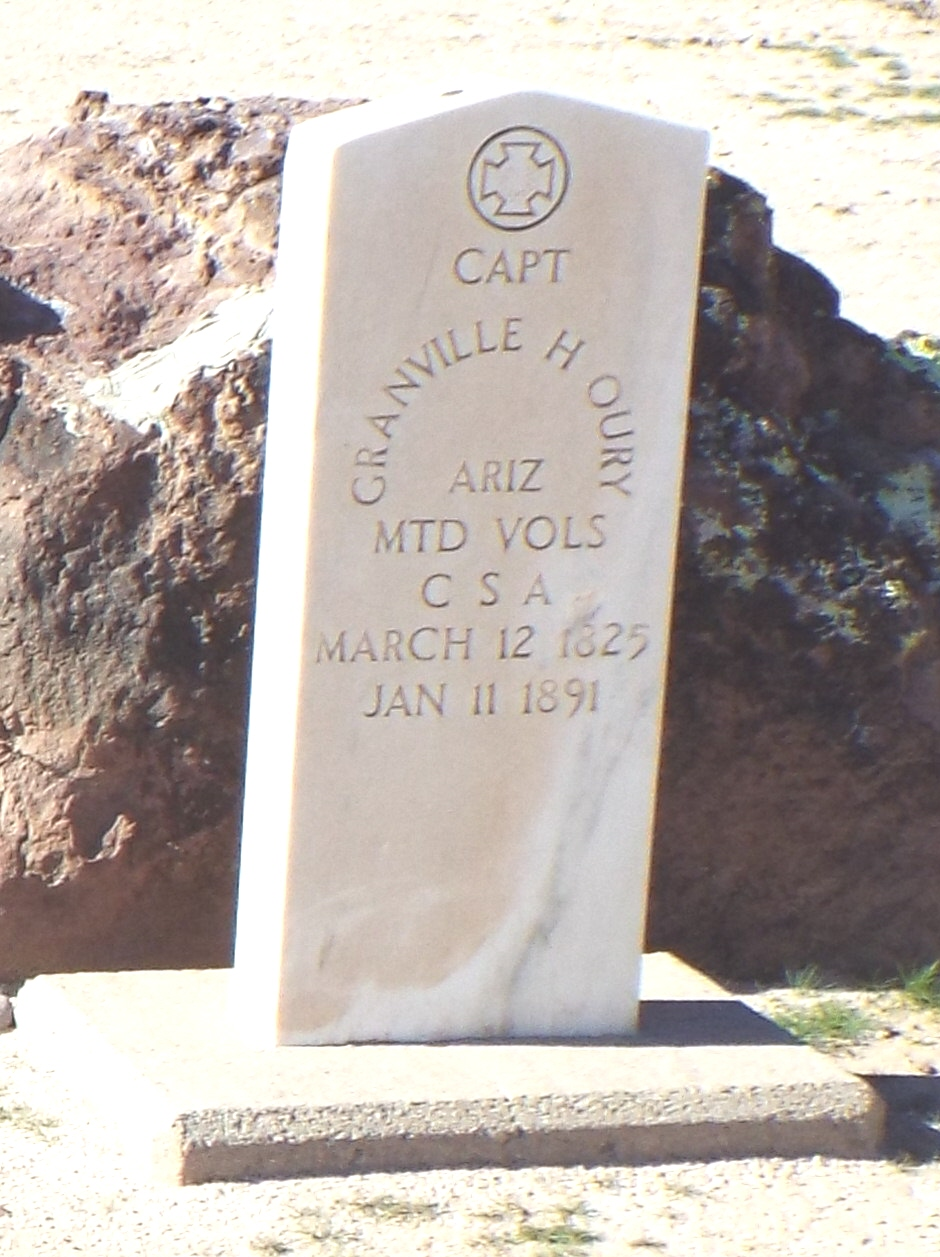
1825–1891

Granville Oury war Mitglied der Demokratischen Partei. Im Jahr 1866 wurde er in das Repräsentantenhaus des Arizona-Territoriums gewählt. 1869 wurde er in diesem Gebiet zum Attorney General ernannt. Nach einem Umzug nach Phoenix im Jahr 1871 wurde er Bezirksstaatsanwalt im Maricopa County. Dieses Amt übte er von 1871 bis 1873 aus. Danach war er von 1873 bis 1875 noch einmal Abgeordneter im territorialen Parlament. Dabei war er zeitweise Präsident des Hauses. 1878 bewarb er sich erfolglos um die Position des Delegierten für das US-Repräsentantenhaus. Stattdessen wurde er 1879 Bezirksstaatsanwalt im Pinal County.
Bei den Kongresswahlen des Jahres 1880 wurde Oury als Kandidat seiner Partei zum Nachfolger von John G. Campbell als Delegierter des Arizona-Territoriums in den US-Kongress gewählt. Nach einer Wiederwahl im Jahr 1882 konnte er dieses Mandat zwischen dem 4. März 1881 und dem 3. März 1885 in zwei Legislaturperioden ausüben. 1884 war Oury Delegierter zur Democratic National Convention, auf der Grover Cleveland zum Präsidentschaftskandidaten der Partei nominiert wurde. Im gleichen Jahr verzichtete Oury auf eine erneute Kandidatur für den Kongress.

## Weiterer Lebenslauf
Nach seiner Rückkehr aus der Bundeshauptstadt Washington arbeitete Oury als Rechtsanwalt in Florence. Zwischen 1889 und 1890 war er nochmals Bezirksstaatsanwalt im Pina County. Granville Oury starb am 11. Januar 1891 an Kehlkopfkrebs.